# عبد الله العنزي (لاعب كرة قدم مواليد 1990)
عبد الله مطلق العنزي (مواليد 20 سبتمبر 1990) هو لاعب كرة قدم سعودي يلعب في مركز حراسة المرمى لعب سابقاً مع نادي النصر السعودي ومنتخب السعودية لكرة القدم.

## مسيرته الكروية
ولد عبد الله في مدينة عرعر. وكانت بدايته مع نادي عرعر، وفي عام 2005 انتقل إلى نادي النصر.

## الإنجازات

### النادي
النصر
- الدوري السعودي (2): 2013–14،[2] 2014–15[3]
- كأس ولي العهد (1): 2013–14[4]

## وصلات خارجية
- عبد الله مطلق العنزي على موقع قاعدة بيانات كرة القدم.إي يو (الإنجليزية)
- عبد الله مطلق العنزي على موقع ناشيونال فوتبول تيمز (الإنجليزية)
- عبد الله مطلق العنزي على موقع Soccerway.com (الإنجليزية)